# Dassault Aviation

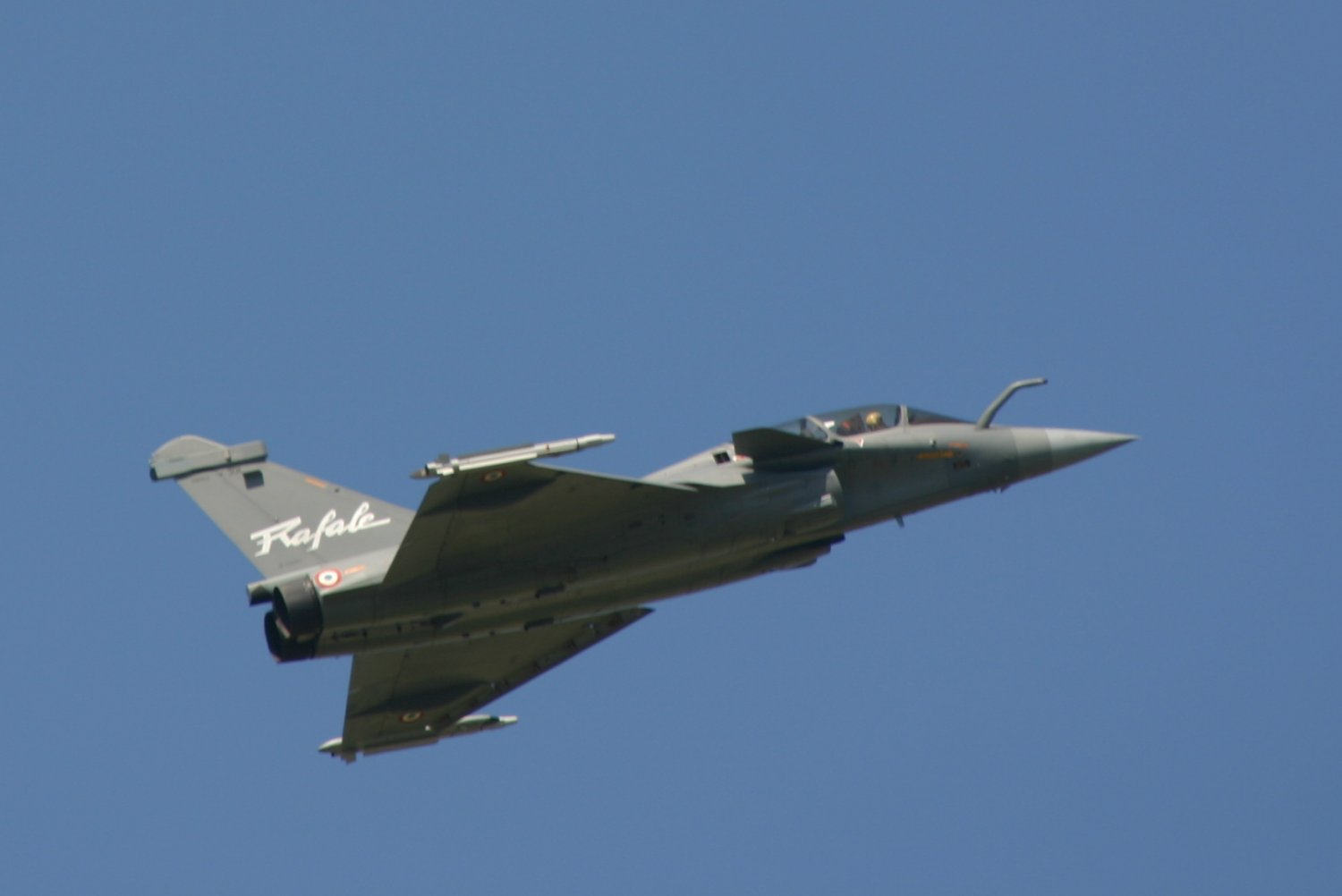
Dassault Rafale

Dassault Aviation SA je francouzský letecký výrobce, který se zabývá výrobou vojenských letadel, business jetů a regionálních dopravních letadel. Jde o dceřinou společnost Dassault Group.
Společnost založil roku 1929 Marcel Bloch jako Société des Avions Marcel Bloch nebo "MB". Po druhé světové válce si Marcel Bloch změnil jméno na Marcel Dassault a název firmy se 20. ledna 1947 změnil Avions Marcel Dassault.
V roce 1971 Dassault získal společnost Breguet, čímž vznikla Avions Marcel Dassault-Breguet Aviation (AMD-BA). Od roku 1990 nese společnost název Dassault Aviation.
Dassault Aviation Group vede od 9. ledna 2013 Eric Trappier.